# Antirhea philippinensis
Antirhea philippinensis là một loài thực vật có hoa trong họ Thiến thảo. Loài này được (Benth.) Rolfe mô tả khoa học đầu tiên năm 1884.